# Avonia lavbleckiana
Avonia lavbleckiana är en tvåhjärtbladig växtart. Avonia lavbleckiana ingår i släktet Avonia och familjen Anacampserotaceae.

## Underarter
Arten delas in i följande underarter:
- A. l. lavbleckiana
- A. l. major